# Robert Marczewski
Robert Marczewski ( ur. 28 stycznia 1980 w Lidzbarku Warmińskim, zm. 21 czerwca 2008 w Otukhel w prowincji Paktika w Afganistanie) – polski wojskowy, podporucznik Wojska Polskiego, poległ podczas wykonywania zadania bojowego w czasie III zmiany Polskiego Kontyngentu Wojskowego w Afganistanie, pośmiertnie awansowany na stopień porucznika.

## Życiorys
Robert Marczewski urodził się 28 stycznia 1980 r. w Lidzbarku Warmińskim.

### Przebieg służby wojskowej
We wrześniu 2000 r. rozpoczął studia we Wrocławiu jako podchorąży Wyższej Szkoły Oficerskiej im. Tadeusza Kościuszki, którą po przeformowaniu w 2003 r. na Wyższą Szkołę Oficerską Wojsk Lądowych ukończył w 2004 r. i został mianowany na stopień podporucznika. Po promocji otrzymał 19 czerwca 2004 przydział służbowy do 6 batalionu desantowo-szturmowego w Gliwicach z 6 Brygady Powietrznodesantowej na stanowisko dowódcy plutonu. Od kwietnia 2008 r. pełnił służbę w ramach misji III zmiany Polskiego Kontyngentu Wojskowego w Afganistanie. 

### Śmierć, pochówek, upamiętnienie
Zginął 21 czerwca 2008 r. będąc dowódcą patrolu podczas wykonywania zadania bojowego w pobliżu miejscowości Otukhel w prowincji Paktika w Afganistanie, około 40 km od bazy Wazi Khwagdy, pod samochodem HMMWV eksplodował ładunek niewiadomego pochodzenia. W wyniku eksplozji ładunku pozostała załoga pojazdu, czterech żołnierzy, odniosła obrażenia. Rannych żołnierzy przetransportowano do szpitala wojskowego w Orgun, gdzie udzielono im pomocy medycznej. 26 czerwca 2008 r. na cmentarzu Osobowickim we Wrocławiu odbyły się uroczystości pogrzebowe porucznika Roberta Marczewskiego w których uczestniczyli: rodzina zmarłego, zastępca Szefa BBN gen. dyw. Roman Polko, wiceminister Obrony Narodowej generał Czesław Piątas, szef Sztabu Generalnego WP generał Franciszek Gągor. Prezydent RP Lech Kaczyński odznaczył pośmiertnie porucznika Roberta Marczewskiego Krzyżem Kawalerskim Orderu Krzyża Wojskowego. Miał 28 lat, zostawił żonę i syna. 2 października 2024 r. we Wrocławiu na cmentarzu Osobowickim odbyła się uroczystość oznakowania insygniami Orderu Krzyża Wojskowego grobu poległego kawalera (OKW), oddając hołd por. Robertowi Marczewskiemu. 

## Awanse
- podporucznik – 2004[1]

(...)

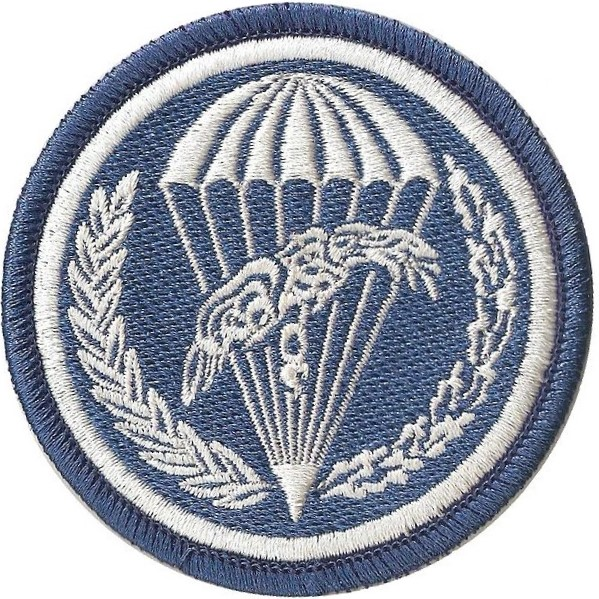
Służba w 6 bpd (2004–2008)

- porucznik – 2008 (pośmiertnie)[1]

## Ordery, odznaczenia i wyróżnienia
- Krzyż Komandorski Orderu Krzyża Wojskowego – 2008 (pośmiertnie)[2]
- wpis do Księgi Honorowej Ministerstwa Obrony Narodowej[6]
- Odznaka Skoczka Spadochronowego Wojsk Powietrznodesantowych – 2003

i inne